# Dibble Basin
Dibble Basin är en bassäng i Antarktis. Den ligger i havet utanför Östantarktis. Australien gör anspråk på området.